# Busby (East Renfrewshire)
Pour les articles homonymes, voir Busby.
Busby est un village dans l'East Renfrewshire en banlieue de Glasgow, en Écosse.